# Casa de Castril
La Casa de Castril è un palazzo rinascimentale situato nella città spagnola di Granada, dove è attualmente ospitato il Museo archeologico di Granada.

## Storia
Il palazzo si trova nella Carreira do Darro, nel vecchio quartiere arabo, parte dell'Albaicín, dove visse gran parte della nobiltà di Granada dal XVI come si può vedere dai diversi palazzi blasonati presenti. Palazzo del Castril è uno dei migliori esempi di palazzi rinascimentali di Granada. Apparteneva alla famiglia di Fernando de Zafra, segretario dei Re cattolici che partecipò attivamente alla conquista della città contro i musulmani. La data di costruzione del palazzo è incisa sulla sommità della facciata: 1539. Il progetto è stato attribuito a Sebastián de Alcántara, uno dei discepoli più importanti di Diego de Siloé. Nel 1917 l'edificio fu acquistato dagli eredi dell'arabista Leopoldo Eguílaz y Yanguas per ospitare definitivamente il museo archeologico.
L'edificio è legato ad un'antica leggenda, da quando era abitato in epoca araba, che fa riferimento a una misteriosa ragazza vestita di bianco che appare di tanto in tanto. Secondo la leggenda, la giovane donna abitava la casa e aveva un amante, che un giorno fu scoperto dal padre, il quale lo fece impiccare e murare nel balcone centrale del palazzo. Su questo balcone c'è un'iscrizione che dice: "esperando lá do céu", che può significare "attesa della giustizia del cielo", che secondo la leggenda è legata alle ultime parole parole pronunciate dal presunto amante prima di essere impiccato.